# Aristolochia lassa
Aristolochia lassa är en piprankeväxtart som beskrevs av Ivan Murray Johnston. Aristolochia lassa ingår i släktet piprankor, och familjen piprankeväxter. Inga underarter finns listade i Catalogue of Life.